# Andes ikomai
Andes ikomai är en insektsart som beskrevs av Hajime Ishihara 1961. Andes ikomai ingår i släktet Andes och familjen kilstritar. Inga underarter finns listade i Catalogue of Life.